# فرنسيسكو موران
فرنسيسكو موران هو لاعب كرة قاعدة كوبي، (و. 1880  م).